# جنیفر وستفلت
جنیفر وستفِلت (انگلیسی: Jennifer Westfeldt؛ زادهٔ ۲ فوریهٔ ۱۹۷۰) یک هنرپیشه، فیلم‌نامه‌نویس، تهیه‌کننده و کارگردان اهل ایالات متحده آمریکا است.